# Mixážní pult

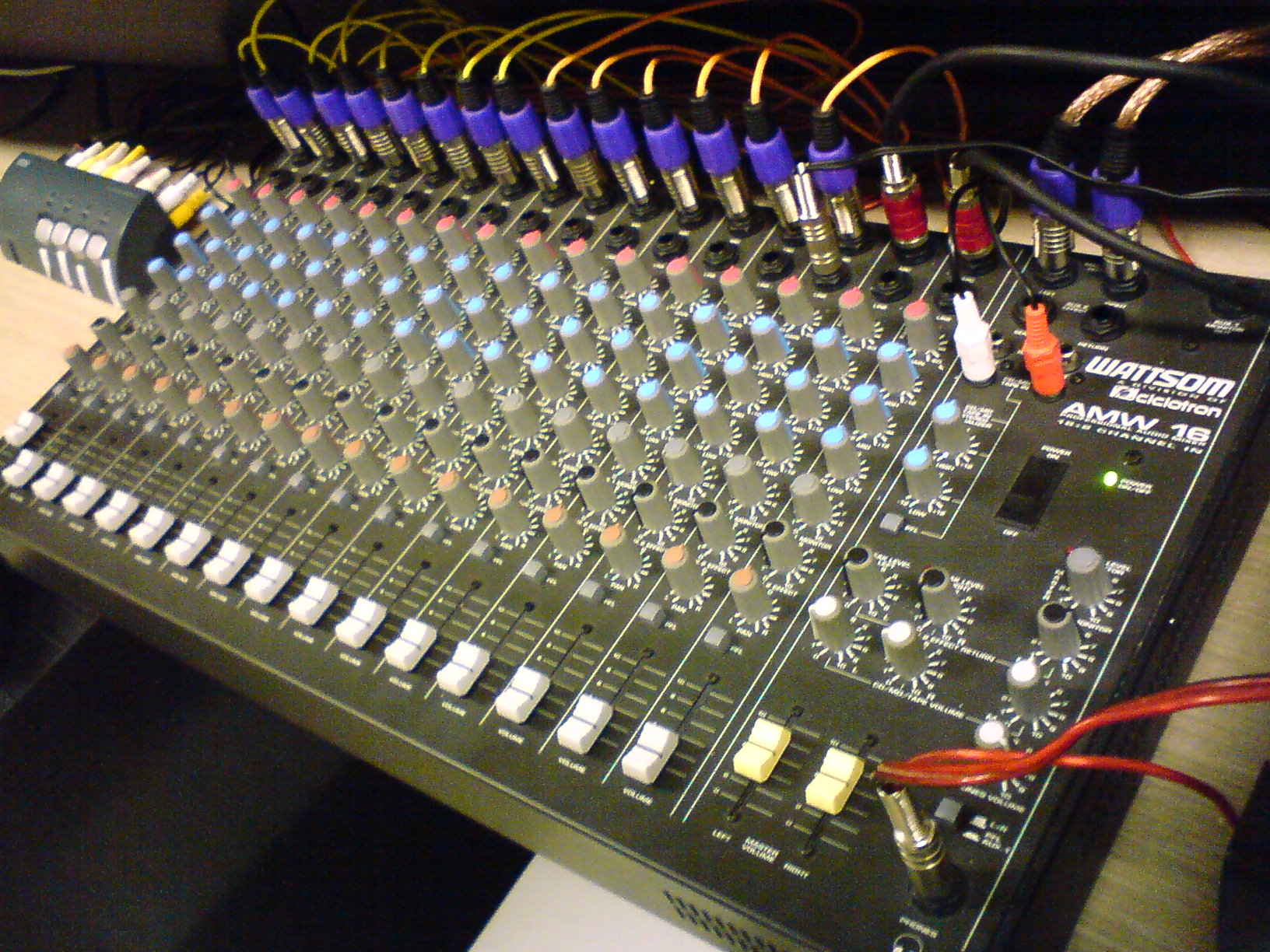

Mixážní pult (častěji hovorově mixpult, slangově mixák nebo mixér) je elektronické zařízení sloužící ke směšování, úpravě a distribuci zvukových signálů (audiosignálů). Mixpult obvykle ovládá zvukař.

## Princip funkce

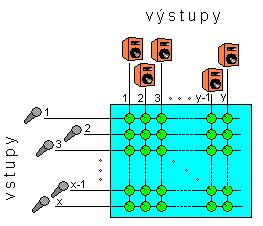
Schematické znázornění funkce mixážního pultu

Mixážním pultem nazýváme zařízení, které disponuje minimálně jedním (v praxi spíše několika) vstupem (z mikrofonů, elektronických hudebních nástrojů nebo audiopřehrávačů) a minimálně jedním výstupem, přičemž signál každého vstupu je možné v libovolném poměru přesměrovat do kteréhokoliv výstupu.
Maximální počet vstupů i výstupů je teoreticky neomezený, prakticky je omezen pouze velikostí zařízení a předpokládaným způsobem využití. Obvykle se vyrábí mixpulty, kde je počet vstupů i výstupů mocninou čísla 2 (1, 2, 4, 8, atd.).
Mixážní pult s jedním vstupem a několika nastavitelnými výstupy se dá nazvat spíše distributorem signálu nebo distribučním zesilovačem.

## Součástí mixážního pultu
V praxi se jen velmi zřídka používají tzv. holé mixážní pulty (jednoduché směšovače) – častěji jsou k vidění velká a zdánlivě složitá zařízení, která však fungují podle uvedeného schématu. Liší se pouze způsobem zpracování signálů, vybavením, počtem a kvalitou vstupních a výstupních sekcí, integrací dalších komponent atp.

### Směšovací/distribuční sekce
Jedná se o hlavní část mixážního pultu (modrá oblast na diagramu). Upravený signál přivedený ze vstupní sekce je zde podle nastavených poměrů distribuován mezi jednotlivé výstupy. Nastavení se provádí pomocí otočných nebo tahových potenciometrů (hovorově šavle, 'kliky, fadery) pro každý vstup zvlášť.
Signálové vedení, na kterém se sčítají signály ze všech vstupů (v nastaveném poměru), se nazývá sběrnice (angl. bus). Sběrnice vede do výstupní sekce, kde každé sběrnici lze přiřadit výstupní úroveň (za pomoci tahového nebo otočného potenciometru). Každá sběrnice má také svůj vlastní konektorový výstup a lze ji tak každou samostatně napojit na zesilovač a reproduktor.

### Vstupní sekce
Vstupní sekcí se rozumí vše, co je v mixážním pultu mezi konektorem pro připojení mikrofonu či jiného zdroje signálu a směšovací/distribuční sekcí. Vstupní sekce může obsahovat následující součásti (u levnějších/jednodušších mixážních pultů nemusí být všechno) v sériovém zapojení:
Vstupní konektor – většinou XLR, často také v kombinaci s jack 1/4" (jack 6,3 mm), někdy RCA (cinch).
Phantom  – tlačítko zapínání fantomového napájení pro kondenzátorové mikrofony nebo další zařízení, jako např. D.I.Box. Obvyklé napětí je +48 V, ale používají se i jiná.
Pad (útlum) – přepínač zeslabující vstupní signál o 20 dB (obvykle). U mixpultů střední třídy bývá útlum určený už volbou vstupního konektoru, přičemž vstup jack 1/4" je vybaven útlumem. V praxi se používají pojmy "mikrofonní" nebo "linková" úroveň signálu.
Otočení fáze – přepínač otáčející fázi signálu o 180°. Používá se pro řešení fázových problémů při použití více mikrofonů nebo někdy pomůže odstranit nežádoucí zpětnou vazbu.
Gain (zisk) – potenciometr pro nastavení zesílení vstupního zesilovače na pracovní úroveň. Správné nastavení (dostatečné vybuzení) se zpravidla kontroluje pomocí VU metru.
Insert – konektor pro sériové připojení dalších externích procesorů (např. kompresor/limiter/gate, grafický ekvalizér, efekt).
Direct out – výstup duplikující signál na vstupu pro další zařízení. Nejčastěji se používá pro nahrávání neupraveného signálu nebo pro oddělené mixování pódiového a hlavního (F.O.H.) zvuku.
Filtry – nejčastěji bývá k dispozici jeden filtr typu horní propust s pevně daným kmitočtem, který potlačí nežádoucí basové a subsonické zvuky (<100–150 Hz). U Mixážních pultů pro náročnější použití se může vyskytovat i dolní propust anebo několik filtrů s různým kmitočtem. Aktivuje se tlačítkem.
Ekvalizér (EQ) – používají se různé varianty od nejjednodušších dvoupásmových korekcí až po čtyř či pěti pásmový parametrický ekvalizér.
V závislosti na předpokládaném způsobu využití se na jednom mixážním pultu obvykle vyskytují různě vybavené vstupy. Např. vstupy pro mikrofony/nástroje bývají nejvíce vybavené, vstupy pro přehrávače či návraty z efektových procesorů bývají jednodušší.

### Výstupní sekce
U jednodušších/levnějších mixážních pultů je často výstupní sekce omezena na nutné minimum, tedy výstupní potenciometr. Pokud je vůbec výstup něčím víc vybaven, nejčastěji to bývá grafický či parametrický ekvalizér. U profesionálních mixážních pultů bývají i výstupní sekce vybaveny větším množstvím komponent a také "insertními body" pro zařazení dalších externích procesorů.
Na rozdíl od vstupů, jež jsou nazvány většinou jen čísly, výstupy bývají zpravidla nazvány podle své funkce v celé sestavě. Tomu odpovídá i vybavenost výstupní sekce a také provedení potenciometru ve směšovací/distribuční sekci.

### Nejčastější druhy výstupů
- Master out – hlavní výstup, téměř vždy je realizován párově, tedy dva identické výstupy pro levý a pravý kanál. Někdy bývá použit i společný tandemový výstupní potenciometr a případné další komponenty (ekvalizér apod.) mohou být také realizovány párově s jedním ovládáním. U párového provedení hovoříme o jednom stereofonním výstupu, přestože se v podstatě jedná o dvě nezávislé sběrnice provázané pouze společným ovládáním.
- Group out nebo Sub out – skupina, někdy může být realizován párově jako Master. Mívá vlastní výstupní konektor pro propojení s dalšími přístroji, ale je také vybaven tlačítkem pro přesměrování do hlavního výstupu. Toto je užitečné pro ovládání výstupní hlasitosti většího množství vstupů (mikrofonů) tvořících logický celek, jako třeba bicí sada, dechová sekce, zpěvy,...
- Aux out – pomocný výstup. Jeden způsob využití je vedení signálu k odposlechu. Druhý, stejně důležitý, způsob využití je propojení s efektovými procesory (paralelní zapojení). V praxi bývají potenciometry obou druhů pomocných výstupů ve směšovací sekci odlišně zapojené. "Pre-fader" zapojení umožňuje přímou regulaci množství signálu mezi daným vstupem a výstupem. "Post-fader" zapojení je navíc ovlivněno množstvím signálu procházejícím do hlavní (master) sběrnice. Někdy bývá dokonce doplněno tlačítko pro přepínání obou způsobů pro daný potenciometr.

## Druhy mixážních pultů
Podle vybavení a provedení je možné mixážní pulty rozdělit na několik druhů. Nejedná se o striktní kategorie, ale o přibližné označení odpovídající předpokládanému způsobu využití.
- Pasivní směšovač – slučuje signály z několika zdrojů s jedinou možností omezit jejich úroveň pomocí potenciometrů. Není to mixážní pult v pravém slova smyslu, protože neobsahuje žádné aktivní prvky (operační zesilovače), slučované signály se tedy mohou vzájemně ovlivňovat. Odpadá nutnost napájení.
- Miniaturní – typický je minimální počet vstupů (obvykle dva nebo tři) a jediný výstup (mono nebo stereo) s minimální či dokonce žádnou výbavou vstupní i výstupní sekce. Často jsou tato zařízení napájená z baterií kvůli větší flexibilitě. Typické použití může být pro míchání několika mikrofonů, nebo také často pro míchání několika stereofonních signálů (např. hudební přehrávače, elektronické hudební nástroje, atp).
- Pro DJ – (hovorově "dýdžejské" mixpulty) jsou určené pro míchání dvou nebo více stereofonních signálů, nejčastěji na diskotékách a pod. Často bývá požadavkem možnost dále upravovat signál "tvůrčím způsobem" či ovládat další externí zařízení (např. spouštět nějaký přehrávač či efektovou jednotku). Vstupy mohou být také vybaveny speciálním předzesilovačem pro gramofon, což u jiných mixážních pultů nebývá. Je-li přítomen vstup pro mikrofon, může být vybaven funkcí Talk-Over, která potlačí ostatní signály během mluvení.
- Pro hudební produkci – nebo také univerzální. Tyto mixážní pulty mívají větší počet vstupů vybavených většinou obvyklých komponent vstupní sekce (gain, ekvalizér a pad), což umožňuje připojit různá zařízení od mikrofonů přes nástroje po různé přehrávače či jiné zdroje signálu. Obvyklý je také větší počet různých výstupů.
- Pro monitory – (odposlechový mixpult). Používá se na větších koncertech jako druhý mixážní pult, obvykle umístěn blízko pódia (zboku nebo zezadu). Obsluha má za úkol nastavit a korigovat kombinace signálů v monitorových reprosoustavách pro jednotlivé hudebníky, zatímco obsluha hlavního mixpultu míchá zvuk pouze pro obecenstvo.

Podle způsobu zpracování audiosignálů můžeme mixážní pulty dělit na:
- Analogové – zpracovávají průběh audiosignálů pomocí konvenčních elektrosoučástek (tranzistorů, odporů, kondenzátorů, diod apod.)
- Digitální – zpracovávají průběh audiosignálů pomocí operací v integrovaných obvodech (většinou obsahují integrované procesory- gate, compresoc, efekty,...).

## Integrace a digitalizace
V současné době je možné se čím dál častěji setkat s mixážními pulty s vestavěnou efektovou jednotkou nebo dokonce jinými audio přístroji.
Alternativou klasického analogového mixážního pultu je digitální mixážní pult, který na vstupu převádí všechny signály na digitální, následné úpravy a směšování provádí zabudovaný počítač a výsledný signál je opět převeden na analogový. Digitální mixážní pult poskytuje řadu vylepšení a zjednodušení, především minimalizuje použití dalších externích audio přístrojů (prakticky je úplně nahrazuje).